# Karl Küpfmüller
Karl Küpfmüller (* 6. Oktober 1897 in Nürnberg; † 26. Dezember 1977 in Darmstadt) war ein deutscher Elektrotechniker und Hochschullehrer auf den Gebieten der Nachrichtentechnik, Mess- und Regelungstechnik, Akustik, Informationstheorie und Theoretischen Elektrotechnik.

## Leben
Karl Küpfmüller wurde 1897 als Sohn des Oberlokomotivführers Ernst Küpfmüller († 1914) und seiner Ehefrau Eva geb. Körbitz († 1919) in Nürnberg geboren. Von 1903 bis 1907 besuchte er die Volksschule in Nürnberg und anschließend bis 1913 die Realschule. Küpfmüller studierte von 1913 bis 1919 Elektrotechnik am Königlich Bayerischen Technikum in Nürnberg (ab 1932 Ohm-Polytechnikum), unterbrochen durch die Militärzeit bei der Infanterie 1917–18.
Von 1919 bis 1921 war er im Telegraphen-Versuchsamt der Deutschen Post in Berlin angestellt und dort Mitarbeiter von Karl Willy Wagner. Von 1921 bis 1928 arbeitete er als Oberingenieur im Zentrallaboratorium der Siemens & Halske AG in Berlin. In dieser Zeit publizierte er zahlreiche Fachaufsätze und wurde von 1928 bis 1935 ordentlicher Professor für Allgemeine und Theoretische Elektrotechnik an der Technischen Hochschule Danzig und vom 1. Oktober 1935 bis 31. März 1937 an der TH Berlin. Dort trat er die Nachfolge von Ernst Orlich (1868–1935) an.
Am 1. September 1933 trat er dem NSKK bei. Am 1. Mai 1934 wurde er Mitglied der SA, bevor er 1937 zur SS wechselte (SS-Nummer 294.587), wo er 1944 bis zum SS-Obersturmbannführer aufstieg. Am 27. Juli 1937 beantragte er die Aufnahme in die NSDAP und wurde rückwirkend zum 1. Mai desselben Jahres aufgenommen (Mitgliedsnummer 4.834.225). Er unterzeichnete im November 1933 das Bekenntnis der Professoren an den deutschen Universitäten und Hochschulen zu Adolf Hitler. Vom 1. April 1937 bis 1941 war Küpfmüller Leiter der nachrichtentechnischen Entwicklung des Siemens-Wernerwerkes für Fernmeldetechnik und danach bis zum Mai 1945 Direktor der Zentralen Entwicklungsabteilung bei Siemens & Halske. Seit August 1942 leitete Küpfmüller die Nachrichtenmittelkommission des Reichsministeriums für Bewaffnung und Munition. Im Juni 1943 wurde ihm zusätzlich die Leitung der Kommission für Funkmesstechnik übertragen.
Als Gegenmaßnahme des Einpeilens der deutschen U-Boote durch alliierte Funkmesstechnik entwickelte Kupfmüller ab Dezember 1943 bei der Firma Telefunken das Kurier-Funksystem.
In dieser Zeit fungierte er weiterhin als Honorarprofessor an der TH Berlin und hielt Vorlesungen über Systemtheorie. 1940 wurde er ans Kaiser-Wilhelm-Institut für Materialforschung berufen, wo er im Auftrag der Kriegsmarine zur Behebung der Torpedokrise eine Arbeitsgruppe zur Steuerung von Torpedos leitete. Im Januar 1944 wurde er zum Leiter des wissenschaftlichen Führungsstabes der Kriegsmarine ernannt. Am 30. April 1945 erhielt er dafür das Ritterkreuz des Kriegsverdienstkreuzes mit Schwertern verliehen.
Küpfmüller wurde nach dem Ende des Zweiten Weltkriegs kurzzeitig von den Briten verhaftet und in England verhört. Wegen seines hohen SS-Ranges und seiner hohen Ämter in der Rüstungsforschung wurde er im Herbst 1945 von den Amerikanern in Gefangenschaft genommen und nach Dachau gebracht. Im Dezember 1946 wurde er in das unterfränkische Internierungslager Hammelburg für ehemalige NSDAP-Angehörige überstellt. Hier war er beratend für die Firma Rohde & Schwarz tätig. Er traf dort auch auf Hermann Druckrey, woraus eine wissenschaftliche Zusammenarbeit entstand, aus welcher unter anderem die Druckrey-Küpfmüller-Gleichung resultierte. Küpfmüller verblieb in Hammelburg bis zu seiner Entnazifizierung. Auf Intervention von Lothar Rohde, der zudem als Entlastungszeuge auftrat, erfolgte eine beschleunigte Durchführung des Verfahrens. Im Spruchkammerverfahren vor der Spruchkammer Ansbach-Land wurde er, wesentlich basierend auf seinen weitgehend falschen Angaben zu seinen Mitgliedschaften und Ämtern im NS-Regime, am 4. November 1947 lediglich als Mitläufer eingestuft und zu einer Sühnezahlung von 3040 Reichsmark verurteilt.
Ab dem 1. Juli 1948 bis Mai 1952 war er Vorstandsmitglied und Entwicklungsleiter der Standard Elektrizitäts-Gesellschaft (später Standard Elektrik Lorenz AG) in Stuttgart. Im Mai 1951 übernahm er zusätzlich eine Honorarprofessur an der TH Stuttgart.
Mit Wirkung vom 1. Juni 1952 wurde Küpfmüller als ordentlicher Professor an die TH Darmstadt berufen. Hier trat er die Nachfolge von Hans Busch an, der in der Berufungskommission eine beratende Stimme hatte und Küpfmüller als seinen Nachfolger wünschte. Vorsitzender der Berufungskommission war Friedrich-Wilhelm Gundlach, der Küpfmüller aus seiner Berliner Zeit und aus seiner Zeit bei der Rüstungsfirma Funkstrahl GmbH in Konstanz kannte. Bis zum 31. März 1963 lehrte und forschte Karl Küpfmüller am Institut für allgemeine Fernmeldetechnik mit den Forschungsschwerpunkten Nachrichtentechnik, Regelungstechnik, Mustererkennung, Sprachsynthese und Informationstheorie am Fachbereich Elektrotechnik und Informationstechnik. 1955/56 war Küpfmüller Rektor der TH Darmstadt. Von 1955 bis 1957 war er Vizepräsident der Deutschen Forschungsgemeinschaft und 1955/56 auch Vorsitzender des Verbands Deutscher Elektrotechniker (VDE).
Als Ordinarius für Elektrotechnik an der TH Darmstadt hat Küpfmüller mit seiner wissenschaftlichen Tätigkeit der Nachrichtentechnik wesentliche Impulse gegeben. Er begründete die Systemtheorie der elektrischen Nachrichtenübertragung und hat so zur Entwicklung des Fernsprech-Weitverkehrs wesentlich beigetragen. 1924 stellte er eine Beziehung zwischen Bandbreite und Einschwingdauer von Signalen her, die später auch unter dem Namen Küpfmüllersche Unbestimmtheitsrelation bekannt wurde und in der Quantenmechanik als Analogon die bekanntere Heisenbergsche Unbestimmtheitsrelation hat.
Für seine Beiträge zur Nachrichtenübertragungstechnik und seine Systemtheorie erhielt er 1968 den Werner-von-Siemens-Ring und zahlreiche weitere Auszeichnungen.
Küpfmüller starb im Alter von 80 Jahren an Herz- und Nierenversagen. Er wurde auf dem Waldfriedhof Darmstadt begraben. Er war in erster Ehe von 1921 bis 1940 mit Elisabeth Riedel verheiratet. Seit 1941 war er in zweiter Ehe mit seiner Sekretärin Eva geb. Luckan (* 1911), der Tochter eines evangelischen Pfarrers, verheiratet. Die Ehen blieben kinderlos. Er hinterließ eine Stieftochter namens Doris (1934–1998).

## Auszeichnungen
- 1932: Gauß-Weber-Gedenkmünze.
- 1943: Kriegsverdienstkreuz I. Klasse ohne Schwerter
- 1944: Dr. Fritz-Todt-Preis in Gold
- 1944: Dr.-Ing. E. h. Universität Danzig.
- 30. April 1945: Ritterkreuz des Kriegsverdienstkreuzes mit Schwertern
- 1953: Philipp-Reis-Plakette[6]
- 1954: Ordentliches Mitglied der Mainzer Akademie der Wissenschaften.
- 1959: Goldene Cedergren-Medaille.
- 1962: Ehrenring des VDE
- 1963: Kulturpreis der Stadt Nürnberg.
- 1964: Ehrenmitgliedschaft des VDE
- 1969: Ehrenpräsident der Deutschen Gesellschaft für Kybernetik.
- 1968: Werner-von-Siemens-Ring[7].
- 1976: Dr.-Ing. E. h. Universität Erlangen.
- 1976: DIN-Ehrennadel
- 1977: Johann-Heinrich-Merck-Ehrung der Stadt Darmstadt.

## Nach Küpfmüller benannte Auszeichnungen
- Karl-Küpfmüller-Ring der TU Darmstadt
Diese Auszeichnung wurde im Oktober 1977 aus Anlass des 80. Geburtstags von Karl Küpfmüller im Rahmen der 100-Jahr-Feier der TH Darmstadt gestiftet. Der Karl-Küpfmüller-Ring soll, so die Satzung, „als außerordentliche Ehrung an Wissenschaftler verliehen werden, die durch ihre Forschungstätigkeit die wissenschaftlichen Erkenntnisse auch außerhalb ihres Fachgebietes gefördert und die wissenschaftliche oder technische Entwicklung maßgeblich beeinflusst haben“. Die bisherigen Preisträger des Karl-Küpfmüller-Rings sind:

- Bernhard Hassenstein (1981)
- Hendrik Brugt Gerhard Casimir (1985)
- Eberhard Zwicker (1988)
- Hermann Haken (1990)
- Manfred Eigen (1994)
- Werner von Seelen (1995)
- Siegfried Großmann (1997)
- Klaus Ferdinand Hasselmann (1999)
- Erwin Neher (2004)
- Ernst Dieter Gilles (2005)
- Birger Kollmeier (2009)

- Karl-Küpfmüller-Preis der Informationstechnischen Gesellschaft im VDE

## Werke
- Einführung in die theoretische Elektrotechnik. 18. Auflage, Springer, Berlin 2008, ISBN 978-3-540-78589-7.
- Die Systemtheorie der elektrischen Nachrichtenübertragung. Hirzel, Stuttgart.
- Schwachstromtechnik. In: Handbuch der Experimentalphysik. Akademische Verlagsgesellschaft, Leipzig 1931/1932.
- Technik und Mathematik. In: Technische Hochschule Darmstadt. Technische Hochschule Darmstadt, Rektoratsrede vom 29. November 1952.
- Nachricht und Energie. In: Technische Hochschule Darmstadt. Technische Hochschule Darmstadt, Rektoratsrede vom 2. Dezember 1955.
- Über die Dynamik der selbsttätigen Verstärkungsregler. In: Elektrische Nachrichtentechnik. Band 5, Nr. 11, S. 459–467, 1928. Frühes Werk mit Grundlagen zur Abtasttheorie (Nyquist-Shannon-Abtasttheorem). Unabhängig und zeitgleich zu Nyquist.